# NGC 4236
إن جي سي 4236 أو كالدويل 3  (بالإنجليزية: NGC 4236)‏ هي مجرة حلزونية ضلعية ترى في اتجاه كوكبة التنين.

## معلومات عن مجموعة مجرات
المجرة إن جي سي 4236 هي أحد مجموعة مجرات مسييه 81 ، وهي مجموعة مجرات تبعد عنا نحو 7و11 مليون سنة ضوئية ، أي ما يعادل 6و3 مليون فرسخ فلكي.
وتحوي تلك المجموعة المجرة الحلزونية الشهيرة مسييه 81 ، وكذلك مجرة تكثر فيها نشأة نجوم جديدة وهي مجرة مسييه 82.

## وصلات خارجية
- إن جي سي 4236 على موقع ويكي سكاي: DSS2, SDSS, GALEX, IRAS, Hydrogen α, X-Ray, Astrophoto, Sky Map, Articles and images